# Sigismund Gargas
Sigismund Gargas (auch Zygmunt Gargas) (* 1876 in Polen; † 1948 in den Niederlanden) war ein polnischer Wirtschafts- und Sozialwissenschaftler sowie Publizist. Er forschte und publizierte besonders zu Fragen der innereuropäischen Immigration. Seine Studie zur Minderheit gilt als früher Beitrag zur soziologischen Vorurteilsforschung. In Berlin hatte Gargas ein Informationsbüro, das über eine Rotterdamer Nachrichtenagentur britischen Regierungs- und Wirtschaftskreisen politische Informationen aus Deutschland zukommen ließ und dafür inhaftiert wurde. Wegen Landesverrats wurde damit zusammenhängend im sogenannten Fechenbach-Prozess auch der Journalist und Schriftsteller Felix Fechenbach verurteilt.

## Schriften (Auswahl)
- Poglądy ekonomiczne w Polsce XVII wieku. Lemberg : Towarzystwo Wydawnicze, 1903 (Zygmunt Gargas)
- Rozwój przemysłu a podatki. Lemberg : Gubrynowicz i Schmidt, 1908
- Zur Regelung des Auswanderungswesens in Österreich, Wien: Perles, 1913
- Kriegswirtschaftliche Probleme in Holland, Dresden; Leipzig: Globus, 1918
- Geschichte der Nationalökonomie im alten Polen, Berlin: R. L. Prager, 1925
- Die Minderheit. Eine soziologische Studie, Haag: Gebr. Belinfante, 1926
- Das internationale Passproblem, Haag: Gebr. Belinfante, 1927
- Die Staatenlosen, Leiden: Brill, 1928